# Eupithecia stertzi
Eupithecia stertzi là một loài bướm đêm trong họ Geometridae.